# Аллеге (хокейний клуб)
Хокейний клуб «Аллеге» (італ. Alleghe Hockey) — хокейний клуб з м. Аллеге, Італія. Заснований у 1933 році. Виступає в Серії В. Домашні матчі проводить на арені «Стадіо Альвізе Де Тоні», вміщує 2,500 глядачів.

## Досягнення
- Алпенліга — 1 раз

1993

## Історія
Клуб заснований у 1933 році, дебютував у Серії А 1945 року. У 1956 році ХК «Аллеге» був розформований.
Відродження клубу почалось у 60-ті роки минулого століття. Найбільший успіх у Серії А це друге місце в сезонах 1984/85 та 2001/02. 1993 року клуб став переможцем Алпенліги. Двічі був фіналістом Кубку Італії у 2008 та 2013 роках. Після сезону 2013/14 років клуб через відсутність спонсорів був переведений до Серії В, де і виступає на даний час.

## Тренери клубу
| Сезон     | Тренер                                     |
| --------- | ------------------------------------------ |
| 1994/95   | Йозеф Августа                              |
| 1998/99   | Юкка Ялонен                                |
| 2003/04   | Поль Теріо                                 |
| 2004/05   | Прімо Фонтаніве, Ярмо Куувісту, Поль Теріо |
| 2006/07   | Матс Лус                                   |
| 2007/08   | Рон Івані                                  |
| 2009–2012 | Стів МакКенна                              |
| 2012/13   | Том Покель                                 |
| 2013/14   | Прімо Фонтаніве                            |
| 2014–2017 | Алессандро Фонтана                         |
| 2017–2019 | Пюрю Ескола                                |
| 2019–2021 | Юхані Матікайнен                           |
| 2021–2023 | Алессандро Фонтана                         |
| 2023/24   | Марко Скапінелло                           |
| 2024–     | Веса Суренкін                              |

## Відомі гравці
- Ніклас Сундблад
- Юусо Ріксман
- Дейл Дегрей